# Jimboiet
Het mineraal jimboiet is een mangaan-boraat met de chemische formule Mn2+3B2O6.

## Eigenschappen
Het licht paarsbruin tot roodbruine jimboiet heeft een witte streepkleur, een glasglans en een perfecte splijting volgens het kristalvlak [110]. De gemiddelde dichtheid is 3,98 en de hardheid is 5,5. Het kristalstelsel is orthorombisch en jimboiet is niet radioactief.

## Voorkomen
Jimboiet wordt gevormd in aders in rhodochrosiet. De typelocatie van het mineraal is de Kaso-mijn, Kanuma, Tochigi , Kanto op het eiland Honshu, Japan. Het wordt verder gevonden in de Rito-mijn in Azuma Mura, Gunma, Japan.